# 5157 Hindemith
Az 5157 Hindemith (ideiglenes jelöléssel 1973 UB5) egy kisbolygó a Naprendszerben. Freimut Börngen fedezte fel 1973. október 27-én.